# Jacques Nicolas
Jacques Nicolas (né en 1943 à Bouillon, dans la province de Luxembourg) est un écrivain belge contemporain. 

## Biographie
En 2004, Jacques Nicolas a publié chez Memory Press Le Traceur de lignes, un bref roman adapté pour le théâtre et créé à Avignon en 2007 (mise en scène de Franck Danger). La pièce fut classée parmi les quatre meilleures créations du off.
En 2007, sortie de La Nuit du Komo (Memory Press), un récit de voyage romancé à la suite d'une action humanitaire au Mali organisée par le CNCD (opération 11.11.11).
À la mi-septembre 2009, Le Fil sort de presse. Il s'agit d'une mise en abyme, un roman gigogne étrange, une belle leçon sur la littérature.
En 2012, Jacques Nicolas publie son quatrième roman Le Cri des libellules, publié aux Éditions Weyrich. Un fait divers relaté en quelques lignes dans les journaux de la province de Luxembourg en est le dénouement.
En septembre 2017, Jacques Nicolas participe à la création d'un ouvrage singulier intitulé "Se perdre dans la lumière", une fiction écrite en collaboration avec l'historien Roger Nicolas, archiviste de la ville de Bouillon. Hyacinthe Piette est le fil rouge de ce récit qui relate l'installation des imprimeries à Bouillon, dans la seconde moitié du XVIIIe siècle - l'occasion de mettre en évidence le rôle joué par le Toulousain Pierre Rousseau créateur du "Journal encyclopédique". Les idées véhiculées par les publications de Rousseau et surtout les événements survenus à Paris en 1789 trouvèrent un écho dans le duché de Bouillon. La révolution qui s'ensuivit permit l'installation de la république bouillonnaise... La partie romancée joliment illustrée par Palix, David Caryn et Jean-Claude Servais, est enrichie de textes historiques signés Roger Nicolas. La province de Luxembourg est l'éditeur de "Se perdre dans la lumière"
Décembre 2017... aux éditions Weyrich, collection "Les plumes du coq" sort "Le traceur de lignes, revu et augmenté". Il ne s'agit pas seulement d'une réédition du premier roman. Après avoir relu son "Traceur" plus d'une décennie plus tard, l'auteur a voulu ajouter des passages dans lesquels il prête ses propres souvenirs à Albert Soureuil, le personnage principal.